# Nyctixalus spinosus
Nyctixalus spinosus és una espècie d'amfibi de la família dels racofòrids que viu a les Filipines.
Està amenaçada d'extinció per la pèrdua del seu hàbitat natural.